# Black Oak Arkansas
Black Oak Arkansas is een Amerikaanse southern rockband uit Black Oak (Arkansas).

## Bezetting
Oprichters
- James Mangrum (zang)
- Rickie Reynolds (gitaar)
- Harvey Jett (gitaar)
- Artis Brewer (gitaar)
- Pat Daugherty (basgitaar)
- Sam Schattenberg (drums)
- Ronnie Smith (management)

Voormalige leden
- Sam Schattenberg (drums, 1965–1969)
- Artis Brewer (gitaar, 1965–1969)
- Wayne Evans (drums, 1969–1972)
- Harvey Jett (gitaar, 1965–1975)
- Tommy Aldridge (drums, 1972–1976)
- Pat Daugherty (basgitaar, 1965–1977, 1999)
- Stanley Knight (gitaar, 1969–1977)
- James Henderson (gitaar, 1975–1978)
- Greg Reding (gitaar, 1977–1978)
- Jack Holder (gitaar, 1977–1978)
- Andy Tanas (basgitaar, 1977–1978)
- Joel Williams (drums, 1976–1978)

Huidige bezetting
- James Mangrum (zang, 1965–1980, sinds 1984)
- Rickie Reynolds (gitaar, 1965–1977, sinds 1984)
- Hal McCormack (gitaar)
- George Hughen (basgitaar)
- Johnnie Bolin (drums)

## Geschiedenis

### The Knowbody Else
Het ontstaan van Black Oak Arkansas vindt zijn oorsprong in de vroege jaren 1960, toen zich enkele jongeren uit de plaats Black Oak zich verenigden in de band The Knowbody Else. De bezetting bestond uit James Mangrum, Rickie Reynolds, Harvey Jett, Artis Brewer, Pat Daugherty en Sam Schattenberg. Aanvankelijk zou Ronnie Smith als zanger aantreden, maar Mangrum bleek hiervoor meer geschikt te zijn, zodat Smith manager van de band werd.
In januari 1966 werden Mangrum, Reynolds en Smith veroordeeld tot vier en acht jaar in de Tucker Prison Farm voor het stelen van een versterkerinstallatie van de highschool voor de band. De ouders kwamen echter op voor de schade, zodat de straf werd omgezet in voorwaardelijk. Enkele tijd later verhuisde de band naar Memphis, waar ze hun eerste contract kregen bij Stax Records. In 1969 brachten ze het gelijknamige album The Knowbody Else uit. Het succes bleef echter uit en nog in hetzelfde jaar gingen Mangrum en zijn collega's naar Los Angeles, waar ze de bandnaam wijzigden in Black Oak Arkansas.

### Black Oak Arkansas
In Los Angeles tekenden ze een nieuw contract bij ATCO Records, een dochterlabel van Atlantic Records. De verhuizing leidde ook tot de eerste mutaties. Schattenberg werd vervangen door Wayne Evans en Stanley Knight verving Brewer. Het debuutalbum onder de nieuwe naam verscheen in maart 1970, twee jaar later gevolgd door Keep the Faith. Evans vertrok weer na deze plaat, zodat men voor het evenzo in 1972 uitgebrachte album If An Angel Came … de toentertijd nog onbekende drummer Tommy Aldridge contracteerde.
Van hun stijgende inkomsten kocht de band een omvangrijk grondstuk in Boone County nabij het Bull Shoals Lake in Arkansas, waar ze in zelfgebouwde houten huizen enige tijd als commune doorbrachten. Bovendien werden niet geringe bedragen geschonken voor liefdadigheidsdoeleinden en gemeentelijke projecten in de naburige gemeenten. Muzikaal hadden ze de wind in de rug. Vooral het eind 1983 uitgebrachte album High On The Hog werd een commercieel succes, dat zich plaatste in de Amerikaanse Billboard-hitlijst (#52) en kreeg met de cover Jim Dandy van LaVern Baker de grootste hit van de band, waarbij voor de eerste keer ook de bevriende zangeres Ruby Starr was betrokken.
Na twee verdere platen bij ATCO Records wisselde Black Oak Arkansas in 1975 naar RCA Records, waar nog in hetzelfde jaar het album X-Rated werd uitgebracht. Bovendien kwamen er weer mutaties sinds langere tijd, want Harvey Jett werd vervangen door James Henderson. De creatiefste fase van de band was echter voorbij en ook met de volgende albums Balls of Fire en 10 Yr Overnight Success (beide 1976) lukte het de muzikanten niet meer om de eerdere successen te evenaren.
Vanaf 1976 vertoonde de band ook serieuze ontbindingsverschijnselen. Begonnen met Aldridge vertrok een groot deel van de bezetting tijdens dit en het volgende jaar, zodat Mangrum en Henderson als de enige overgebleven leden een nagenoeg nieuwe bezetting moesten samenstellen. Daarvoor werden Greg Reding, Jack Holder, Andy Tanas en Joel Williams aangetrokken. In deze bezetting heette de band alleen nog Black Oak en nam met Race With The Devil (1977) en I'd Rather Be Sailing (1978) twee studioalbums op voor Capricorn Records, die zich echter niet meer konden plaatsten in de Billboard-hitlijst.
Eind jaren 1970 kwam er weer een reeks mutaties. Hierbij is vooral de bij zijn entree pas 14-jarige gitarist Shawn Lane te noemen, die talrijke concerten met de band speelde en later vooral als soloartiest optrad. Black Oak bestond onderwijl alleen nog uit begeleidingsmuzikanten van de zanger Mangrum en toen deze in 1980 werd getroffen door een hartinfarct, ontbond hij de band uiteindelijk voor onbepaalde tijd.
Toen Mangrum zich na enige tijd weer had hersteld, begon hij aan een nieuwe formatie van de band, die vanaf dan doorging onder zijn roepnaam Jim Dandy. Voor de nieuwe formatie kon hij zijn oude makker Ricky Reynolds warm maken en bovendien lukte het hem niet om voor een langere periode een stabiele bezetting samen te stellen. In 1984 en 1986 verschenen met Ready as Hell en The Black Attack is Back twee verdere studioalbums, die zich qua stijl meer oriënteerden aan de hardrock en heavy metal van die tijd.
Deze platen bereikten geen noemenswaardige verkoopsuccessen, zodat de band zich in het nieuwe decennium nooit echt kon waarmaken. Met wisselende bezettingen bleef men echter verder present op het podium en werd eind 1999 na dertien jaar zelfs het nieuwe album The Wild Bunch uitgebracht, waarop naast Mangrum en Reynolds nu ook weer de oorspronkelijke bassist Pat Daugherty te horen was. De band is tot heden actief en heeft steeds weer optredens in clubs en op festivals, tot dat in september 2021 Reynolds (72 jaar) overleed aan de gevolgen van het coronavirus.

## Discografie

### Studioalbums
- 1969: The Knowbody Else (Stax Records)
- 1971: Black Oak Arkansas (ATCO Records)
- 1972: Keep The Faith (ATCO Records)
- 1972: If An Angel Came To See You, Would You Make Her Feel At Home? (ATCO Records)
- 1973: High On The Hog (ATCO Records)
- 1974: Street Party (ATCO Records)
- 1975: Ain’t Life Grand (ATCO Records)
- 1975: X-Rated (MCA Records)
- 1976: Balls Of Fire (MCA Records)
- 1977: 10 Yr Overnight Success (MCA Records)
- 1977: Race With The Devil (Capricorn Records)
- 1978: I'd Rather Be Sailing (Capricorn)
- 1984: Ready As Hell (Heavy Metal America)
- 1986: The Black Attack Is Back (Heavy Metal America)
- 1999: The Wild Bunch (Cleopatra Records)

### Livealbums
- 1973: Raunch ‘N’ Roll Live (ATCO Records)
- 1976: Live! Mutha (ATCO Records)
- 1998: King Biscuit Flower Hour (Capricorn Records)
- 2005: Live At Royal Albert Hall (S'More Records)

### Compilaties
- 1974: Early Times (Stax Records)
- 1977: The Best Of Black Oak Arkansas (ATCO Records)
- 1992: Hot & Nasty: The Best Of Black Oak Arkansas (Rhino Records)
- 2006: The Definitive Rock Collection (Rhino Records)